# Parlamentswahl in Indien 1977
Die Parlamentswahl in Indien 1977 fand vom 16. bis 20. März statt. Sie endete mit einer deutlichen Niederlage der regierenden Kongresspartei unter Indira Gandhi, die mehr als die Hälfte ihrer Parlamentssitze verlor. Gewinner der Wahl waren die Oppositionsparteien, die sich in der Janata Alliance zusammengeschlossen hatten. In Folge der Wahl wurde erstmals in der 30-jährigen Geschichte des unabhängigen Indiens eine Regierung gebildet, die nicht von der Kongresspartei getragen war.

## Vorgeschichte
Nach dem Tod Nehrus 1964 war es zu innerparteilichen Machtkämpfen in der Kongresspartei gekommen, aus denen Indira Gandhi, die Tochter Nehrus, als Siegerin hervorging. Die Kongresspartei spaltete sich 1969 in eine von Indira geführte Fraktion, die eher links-sozialistisch ausgerichtet war, und einen konservativeren Flügel unter der Führung von Morarji Desai, dem Indian National Congress (Organisation), kurz Congress (O). Bei den Wahlen 1971 konnte Gandhis Kongresspartei, begünstigt durch das geltende relative Mehrheitswahlrecht, eine Zweidrittelmehrheit der Parlamentssitze erringen, während der Congress (O) nur auf 3 % der Parlamentsmandate kam.
In den folgenden Jahren konnte Gandhi somit mit sehr breiter Mehrheit regieren. Jedoch formierte sich Widerstand von verschiedener Seite gegen ihre Politik. Der Premierministerin wurden zunehmend autokratische und diktatorische Allüren vorgeworfen. Insbesondere wurden ihr Dauerkonflikt mit den indischen obersten Gerichten und ihre Versuche, die indische Verfassung in ihrem Sinne ändern zu lassen, kritisch gesehen. Um die Zersplitterung der Opposition, die den Wahlsieg Indira Gandhis begünstigt hatte, aufzuheben, schlossen sich am 29. August 1974 in Delhi sieben verschiedenen Oppositionsparteien unter dem Namen Bharatiya Lok Dal (BLD) unter der Führung von Chaudhary Charan Singh zusammen.
Anderen gingen die sozialistischen Maßnahmen von Indira Gandhis Regierung nicht weit genug. Nachdem die von ihr im Wahlkampf versprochene deutliche Besserung der wirtschaftlichen Verhältnisse und Lebensbedingungen ausblieb, kam es zu ausgedehnten Streiks, Studentenunruhen sowie sozialrevolutionären Bewegungen, vor allem in den armen nordindischen Bundesstaaten Bihar und Uttar Pradesh, wo Jayaprakash Narayan offen zum Umsturz der Regierung aufrief. Auf einem Höhepunkt der inneren Unruhen ließ die Premierministerin zur Wiederherstellung der inneren Ordnung am 25. Juni 1975 durch den indischen Präsidenten Fakhruddin Ali Ahmed den Ausnahmezustand im Land ausrufen, der bis zum 21. März 1977 andauerte. Während dieser Zeit regierte die Premierministerin per Dekret, die Grundrechte, wie zum Beispiel die Pressefreiheit, waren aufgehoben und Tausende von Oppositionellen wurden inhaftiert.
Nachdem sich die innenpolitische Lage wieder beruhigt hatte und die wirtschaftlichen Aussichten deutlich positiver schienen, verkündete Indira Gandhi am 18. Januar 1977 relativ überraschend die Lockerung des Ausnahmezustandes und die Abhaltung von Parlamentswahlen vom 16. bis zum 20. März 1977. Alle inhaftierten Oppositionellen wurden freigelassen und die Presse- und Versammlungsfreiheit wieder weitgehend hergestellt. Formell blieb der Ausnahmezustand allerdings noch bis zum 21. März 1977 in Kraft.

## Parteien

Die Kuh mit dem Kalb, das Wahlsymbol von Indira Gandhis Kongresspartei

Kurz nach der Wahlankündigung Indira Gandhis schlossen sich die größten Oppositionsparteien am 23. Januar 1977 in Delhi zu einer Wahlallianz, der Janata Alliance zusammen. Diese Wahlallianz umfasste politisch sehr heterogene Gruppen wie die Bharatiya Lok Dal (BLD), den Congress (O) und die hindu-nationalistische Bharatiya Jana Sangh. Schon bei den Wahlen zum Parlament von Gujarat im Juni 1975 war diese Parteienkoalition erfolgreich gewesen, konnte aber durch den wenig später ausgerufenen Ausnahmezustand diesen Erfolg nicht konsolidieren. Die formelle Vereinigung zur Janata Party erfolgte am 1. Mai 1977 nach der Wahl und erst nach der Wahl erfolgte die offizielle Registrierung bei der Indischen Wahlkommission als nationale Partei. Im Wahlkampf verwendeten die Kandidaten der Janata Alliance die Symbole der BLD.
Die Allianz wurde von bekannten Oppositionellen und Arbeiterführern wie Raj Narain und George Fernandes und Dissidenten aus Indira Gandhis Kongresspartei unterstützt. In der Folgezeit erklärten weitere prominente Überläufer aus der Kongresspartei ihre Unterstützung der Janata Alliance, so unter anderem der ehemalige Präsident der Kongresspartei und Minister in Indira Gandhis Kabinett Jagjivan Ram und die früheren Chief Minister von Uttar Pradesh Hemwati Nandan Bahuguna und Orissa Nandini Satpathy. Erste Anzeichen für den Zulauf, den die Opposition bekam, waren die großen Teilnehmerzahlen von mehreren 100.000 Menschen bei Wahlveranstaltungen der Opposition in den indischen Großstädten. Um weitere Überläufer aus der Kongresspartei zu verhindern beschloss das Congress Election Committee auf Veranlassung Indira Gandhis, weitestgehend die bisherigen Wahlkreisabgeordneten erneut in ihren jeweiligen Wahlkreisen aufzustellen. Der ursprüngliche Plan, in einer größeren Zahl von Wahlkreisen Kandidaten des Youth Congress, der Jugendorganisation der Kongresspartei, zu platzieren, wurde fallengelassen. Der Youth Congress stand unter der Führung Sanjay Gandhis, des jüngeren Sohns Indira Gandhis und bildete dessen „Hausmacht“ in der Kongresspartei. Wäre der Plan verwirklicht worden, hätte dies einen wichtigen Schritt zum Aufbau Sanjays als Indiras Nachfolger bedeutet.
Die an sowjetischen Verhältnissen orientierte Communist Party of India (CPI) und die Muslim-Liga unterstützten im Wahlkampf die Kongresspartei. Einzelne prominente Muslime, wie der Imam der Jama Masjid in Delhi sprachen sich öffentlich für die Opposition aus. Die CPI hatte Indira Gandhis vermeintlich „progressive“ Politik seit 1969 unterstützt und war auch die einzige größere indische Partei gewesen, die die Ausrufung des Ausnahmezustandes nicht verurteilt hatte. Allerdings geriet die CPI während des Ausnahmezustandes wegen des Streik- und Versammlungsverbots und der vermeintlich wirtschaftsfreundlichen Politik Sanjay Gandhis in zunehmenden Gegensatz zur Kongresspartei. Im Wahlkampf sprach sich die CPI-Führung für eine Unterstützung der Kongresspartei aus, überließ es aber den lokalen bundesstaatlichen Organisationen, wen sie im Einzelnen unterstützten, was dazu führte, dass die CPI beispielsweise in Westbengalen die Kongresspartei unterstützte, in Bihar und Orissa dagegen die Janata Party. Im Wahlkampf machten sich die Oppositionsparteien über diese inkonsequente Haltung lustig, indem sie bemerkten, die CPI empfehle die Wahl der Kuh ohne das Kalb („… vote for the cow without the calf“ – das damalige Wahlkampfsymbol der Kongresspartei war eine Kuh mit einem Kalb).
Im Gegensatz dazu stand die andere große kommunistische Partei Indiens, die Communist Party of India (Marxist) (CPM), in andauernder Opposition zur Politik Indira Gandhis und traf im Wahlkampf Wahlkreisabsprachen mit der Janata Party.
In Tamil Nadu ging die Dravida Munnetra Kazhagam (DMK), deren Regierung während des Ausnahmezustands durch Indira Gandhi suspendiert worden war, mit der Janata Party ein Bündnis ein. Allerdings war DMK aufgrund von Korruptionsvorwürfen unpopulär und durch die 1972 erfolgte Abspaltung von All India Anna Dravida Munnetra Kazhagam (AIADMK) geschwächt. AIADMK unterstützte Indiras Kongresspartei.
Im Punjab unterstützte die Sikh-Partei Akali Dal die Janata Party.

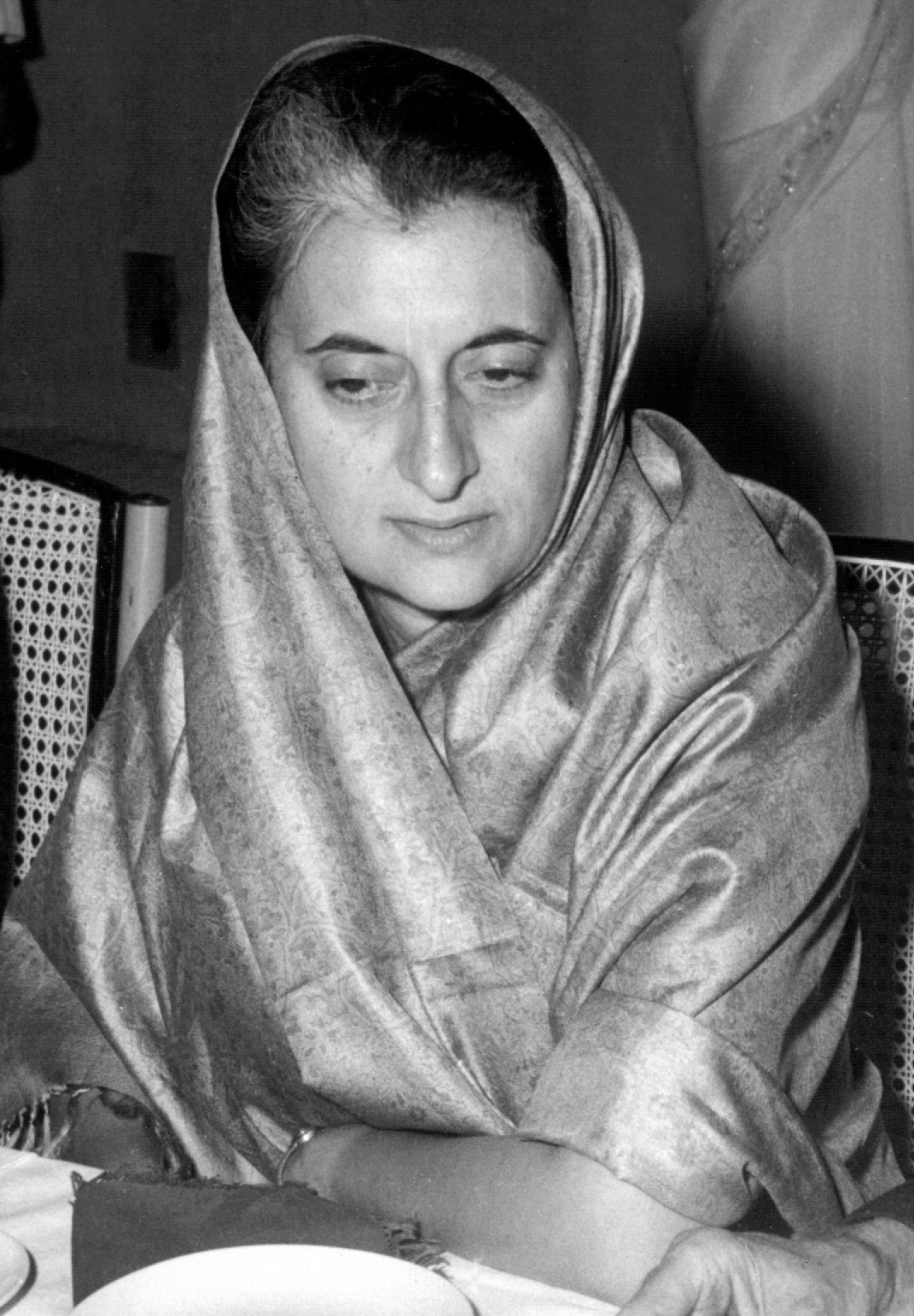
Indira Gandhi Vorsitzende der Kongresspartei
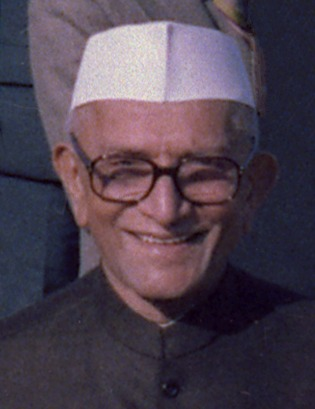
Morarji Desai Führer des Congress (O) und der Janata Alliance

## Wahlkampf
Die wirtschaftliche Gesamtlage Indiens hatte sich während der Zeit des Ausnahmezustandes eher günstig entwickelt, so dass viele Wahlbeobachter annahmen, dass die einfache Landbevölkerung mehrheitlich die Kongresspartei wählen würde. Indira versuchte, im Wahlkampf die Presse dadurch zu beeinflussen, dass Regierungsannoncen nur noch in Zeitungen aufgegeben wurden, die der Regierung wohlgesinnt waren. Von den großen englischsprachigen Zeitungen Indiens unterstützten der Indian Express und der Statesman im Wahlkampf die Opposition, während The Hindu und die Hindustan Times die Regierung unterstützten. Die größte Zeitung Times of India verhielt sich in ihrer Berichterstattung zunächst vorsichtig, widmete der Opposition im Laufe der Zeit aber zunehmend mehr Berichte.
Ein Kritikpunkt der Oppositionsparteien war die Bevölkerungspolitik der Regierung, die vor allem unter der Regie Sanjay Gandhis gestanden hatte. Es wurde kritisiert, dass Sterilisierungen ohne vollständiges Einverständnis bzw. nach nur ungenügender Aufklärung der Betroffenen vorgenommen worden waren und dass staatlicher Zwang bei der Familienplanung ausgeübt würde. Beispielsweise war im Bundesstaat Maharashtra ein Gesetz in Vorbereitung, das es Staatsbeamten zur Pflicht machen sollte, sich bei mehr als drei Kindern sterilisieren zu lassen. Insbesondere in den nordindischen Bundesstaaten Uttar Pradesh, Bihar und Haryana waren durch das Familienplanungsprogramm Quoten für die Mindestzahl an zu sterilisierenden Personen festgesetzt worden. Um diese Quoten zu erfüllen, wurde erheblicher Druck auf die vor Ort dafür Programmverantwortlichen ausgeübt und es war nach Berichten infolgedessen auch zu Zwangssterilisierungen gekommen. Diese Berichte lösten erhebliche Ängste und Unsicherheiten aus.
Ein weiterer Kritikpunkt waren die vielfachen, durch Indira Gandhi veranlassten Zusätze (Amendments) zur indischen Verfassung, die als Aushöhlung der indischen demokratischen Staatsordnung gesehen wurden. Zwischen 1971 und März 1977 hatte Indiras Regierung insgesamt 18 Verfassungszusätze umgesetzt. Auf einer Wahlkampfveranstaltung der Janata Party erzählte der Schriftsteller P. L. Deshpande seinem erheiterten Publikum, dass er sich in einer Buchhandlung in Bombay nach einer Ausgabe der indischen Verfassung erkundigt habe und daraufhin vom Verkäufer abgewiesen worden sei, mit der Begründung, dass er keine Zeitschriften führe („… was told by the shopkeeper that he didn’t keep periodicals“).

## Wahlmodus und Ablauf der Wahl
Die Wahl zur Lok Sabha fand, wie auch schon die vorangegangenen Parlamentswahlen nach dem relativen Mehrheitswahlrecht in Einzelwahlkreisen statt. Aufgrund der Volkszählung von 1970 waren die Wahlkreisgrenzen durch die Delimitation Commission of India („Indische Abgrenzungskommission“) neu festgelegt worden, so dass jeder Wahlkreis, soweit möglich, ähnlich viele Wähler hatte. Dadurch erhöhte sich auch die Zahl der Wahlkreise von 518 auf 542. Die Wahl 1977 war die erste Wahl mit diesen neu festgesetzten Wahlkreisgrenzen. Aktiv wahlberechtigt waren alle indischen Staatsbürger, die mindestens 21 Jahre alt waren, passiv wahlberechtigt (wählbar) waren alle indischen Staatsbürger ab dem Alter von 25 Jahren.
Die Janata Alliance stellte in insgesamt 423 Wahlkreisen einen Kandidaten auf, die Kongresspartei in 493 Wahlkreisen, die Communist Party of India in 91 und die Communist Party of India (Marxist) in 53 Wahlkreisen.
Insgesamt verliefen die Wahlen weitgehend planmäßig und verhältnismäßig geordnet. Es wurden landesweit 906 Vorfälle in Zusammenhang mit den Wahlen durch die Ordnungskräfte registriert, bei denen 14 Personen zu Tode kamen (bei der Wahl 1971: 1.836 Vorfälle und 250 Tote).
| Bundesstaat oder Unionsterritorium | Wahl- berechtigte | Wähler      | Wahl- beteiligung | Ungültige Stimmen | Zahl der Wahllokale |
| ---------------------------------- | ----------------- | ----------- | ----------------- | ----------------- | ------------------- |
| Andhra Pradesh                     | 27.567.618        | 17.220.943  | 62,47 %           | 3,00 %            | 30.815              |
| Arunachal Pradesh                  | 215.657           | 52.764      | 24,47 %           | 3,93 %            | 305                 |
| Assam                              | 7.225.616         | 3.965.448   | 54,88 %           | 3,58 %            | 8.391               |
| Bihar                              | 34.996.402        | 21.264.278  | 60,76 %           | 1,83 %            | 40.964              |
| Goa, Daman und Diu                 | 477.404           | 299.786     | 62,80 %           | 2,25 %            | 618                 |
| Gujarat                            | 14.109.708        | 8.353.883   | 59,21 %           | 2,89 %            | 18.314              |
| Haryana                            | 5.766.654         | 4.224.405   | 73,26 %           | 1,80 %            | 6.299               |
| Himachal Pradesh                   | 1.961.050         | 1.167.927   | 59,56 %           | 2,49 %            | 3.361               |
| Jammu und Kashmir                  | 2.557.422         | 1.479.514   | 57,85 %           | 3,73 %            | 3.604               |
| Karnataka                          | 16.767.195        | 10.596.342  | 63,20 %           | 3,08 %            | 20.498              |
| Kerala                             | 11.460.901        | 9.077.000   | 79,20 %           | 2,43 %            | 10690               |
| Madhya Pradesh                     | 22.782.932        | 12.512.691  | 54,92 %           | 5,60 %            | 27766               |
| Maharashtra                        | 28.856.991        | 17.404.823  | 60,31 %           | 2,95 %            | 33689               |
| Manipur                            | 788.223           | 473.895     | 60,12 %           | 1,81 %            | 910                 |
| Meghalaya                          | 530.326           | 264.544     | 49,88 %           | 3,97 %            | 698                 |
| Mizoram                            | 204.480           | 102.075     | 49,92 %           | 1,32 %            | 273                 |
| Nagaland                           | 473.257           | 250.016     | 52,83 %           | 3,54 %            | 843                 |
| Orissa                             | 12.645.435        | 5.603.842   | 44,32 %           | 3,75 %            | 14.133              |
| Punjab                             | 8.163.885         | 5.725.795   | 70,14 %           | 2,00 %            | 9.264               |
| Rajasthan                          | 15.240.432        | 8.673.720   | 56,91 %           | 3,10 %            | 19.089              |
| Sikkim                             | 124.023           | ?           | ? %               | ? %               | ?                   |
| Tamil Nadu                         | 27.187.417        | 18.252.182  | 67,13 %           | 2,15 %            | 29.792              |
| Tripura                            | 866.056           | 606.833     | 70,07 %           | 3,07 %            | 1055                |
| Uttar Pradesh                      | 51.934.297        | 29.311.002  | 56,44 %           | 2,11 %            | 59899               |
| Westbengalen                       | 25.122.416        | 15.133.005  | 60,24 %           | 2,98 %            | 29083               |
| Andamanen und Nikobaren            | 85.308            | 60.590      | 71,02 %           | 0,04 %            | 165                 |
| Chandigarh                         | 160.963           | 108.494     | 67,40 %           | 1,30 %            | 150                 |
| Dadra und Nagar Haveli             | 37.532            | 25.706      | 68,49 %           | 6,13 %            | 43                  |
| Delhi                              | 2.547.064         | 1.816.372   | 71,31 %           | 1,01 %            | 2.799               |
| Lakshadweep                        | 19.471            | 16.480      | 84,64 %           | 0,57 %            | 27                  |
| Pondicherry                        | 298.192           | 219.560     | 73,63 %           | 1,51 %            | 372                 |
| Gesamt                             | 321.174.327       | 194.263.915 | 60,49 %           | 2,75 %            | 373.910             |

Quelle: Indische Wahlkommission

1. 1 2 3 4  Für Sikkim sind bei der Indischen Wahlkommission keine detaillierten Ergebnisse verfügbar (Stand: Juli 2014).

## Ergebnisse

1. Janata Party und Verbündete im Wahlkampf
2. Kongresspartei und Verbündete
3. Andere

Zusammensetzung der neu gewählten Lok Sabha (Farbgebung wie oben), Kleinparteien ohne Farbe sind von der Sitzordnung den Parteien zugeordnet, die sie unterstützen, soweit bekannt. Zwei Abgeordnete werden durch den Staatspräsidenten ernannt.
1. Janata Alliance: 314
2. Kongresspartei und Verbündete: 176
3. Ohne klare (bzw. unbekannte) Zuordnung zu einer Allianz: 16
4. Kommunistische und linkssozialistische Parteien (die CPI und RSP unterstützten die Kongresspartei, die CPM die Janata Alliance): 36
5. Nominierte: 2

### Gesamtergebnis
Das Ergebnis der Wahl überraschte die meisten Beobachter, die mit einem erneuten, wenn auch knapperen Wahlsieg der Kongresspartei gerechnet hatten. Selbst die Janata-Parteiführer hatten sich vorsichtig hinsichtlich ihrer Wahlaussichten geäußert und Morarji Desai hatte als Wahlziel die Bildung einer möglichst starken Opposition formuliert. Stattdessen erlitt die Kongresspartei eine verheerende Wahlniederlage. Sie verlor im Vergleich zur vorangegangenen Wahl 1971 knapp ein Viertel der Stimmen, die sie damals erhalten hatte, und mehr als die Hälfte ihrer Parlamentsmandate. Die neu gegründete Janata Alliance bzw. Janata Party kam aus dem Stand, trotz deutlich schlechterer Ausgangsbedingungen auf mehr als 40 % der Stimmen und erreichte die absolute Mehrheit der Mandate in der Lok Sabha. Die beiden kommunistischen Parteien verloren leicht an Stimmen. Der Congress (O), nunmehr Teil der Janata Alliance, der bei der Wahl 1971 noch mehr als 10 % der Stimmen erreicht hatte, gewann nur noch 1,7 % der Stimmen und 3 der 542 Wahlkreise. Besonders bemerkenswert war die regionale Verteilung der Wahlgewinne. Die Janata Alliance gewann fast den gesamten Norden Indiens. In Uttar Pradesh gewann sie alle 85 Wahlkreise. Indira Gandhi unterlag dort in ihrem Wahlkreis Rae Bareli deutlich gegen ihren Herausforderer Raj Narain, der mit 177.719 Stimmen mehr als 55.000 Stimmen mehr auf sich vereinen konnte. Auch Sanjay Gandhi verlor seinen benachbarten Wahlkreis Amethi in Uttar Pradesh mit mehr als 75.000 Stimmen Unterschied zu seinem Kontrahenten R. P. Singh. Die einzigen nördlichen Bundesstaaten, in denen sich die Kongresspartei einigermaßen behaupten konnte, waren Jammu und Kashmir im Nordwesten und Assam und angrenzende Gebiete im Nordosten. Im Gegensatz dazu konnten die Oppositionsparteien in den vier südlichen „dravidischen“ Staaten Kerala, Tamil Nadu, Andhra Pradesh und Karnataka kaum Wahlkreise gewinnen. In diesen vier Staaten zusammengenommen gewannen die Oppositionsparteien nur sieben der 129 Wahlkreise (zwei für die BLD, drei für Congress (O) und zwei für DMK). In den Staaten Maharashtra, Gujarat und Orissa fielen die Ergebnisse gemischt aus, allerdings überwiegend zugunsten der Janata Alliance. Im Punjab war die Sikh-Partei Shiromani Akali Dal erfolgreich und gewann neun der 13 Wahlkreise.
| Partei                                   | Kürzel                                | Stimmen     | Stimmen  | Stimmen  | Sitze | Sitze | Sitze    |
| Partei                                   | Kürzel                                | Zahl        | %        | +/-      | Zahl  | +/-   | %        |
| ---------------------------------------- | ------------------------------------- | ----------- | -------- | -------- | ----- | ----- | -------- |
| Bharatiya Lok Dal                        | BLD                                   | 78.062.828  | 41,32 %  | (neu)    | 295   | (neu) | 54,4 %   |
| Indischer Nationalkongress               | INC                                   | 65.211.589  | 34,52 %  | ▼9,16 %  | 154   | ▼198  | 28,4 %   |
| Communist Party of India (Marxist)       | CPM                                   | 8.113.659   | 4,29 %   | ▼0,83 %  | 22    | ▼3    | 4,1 %    |
| All India Anna Dravida Munnetra Kazhagam | AIADMK                                | 5.480.378   | 2,19 %   | (neu)    | 18    | (neu) | 3,3 %    |
| Communist Party of India                 | CPI                                   | 5.322.088   | 2,90 %   | ▼1,83 %  | 7     | ▼16   | 1,3 %    |
| Dravida Munnetra Kazhagam                | DMK                                   | 3.323.320   | 1,76 %   | ▼2,08 %  | 2     | ▼21   | 0,4 %    |
| Indian National Congress (Organisation)  | INC(O)                                | 3.252.217   | 1,72 %   | ▼8,71 %  | 3     | ▼13   | 0,6 %    |
| Shiromani Akali Dal                      | SAD                                   | 2.373.331   | 1,26 %   | ▲0,39 %  | 9     | ▲8    | 1,7 %    |
| Peasants and Workers Party of India      | PWP                                   | 1.030.232   | 0,55 %   | ▲0,04 %  | 5     | ▲5    | 0,4 %    |
| Republican Party of India (Khobragade)   | RPK                                   | 956.072     | 0,51 %   | ▲0,14 %  | 2     | ▲2    | 0,4 %    |
| Revolutionary Socialist Party            | RSP                                   | 851.164     | 0,45 %   | ▲0,04 %  | 4     | ▲1    | 0,7 %    |
| All India Forward Bloc                   | AIFB                                  | 633.644     | 0,34 %   | ▼0,32 %  | 3     | ▲1    | 0,6 %    |
| Jammu & Kashmir National Conference      | JKNC                                  | 483.192     | 0,26 %   | ▲0,26 %  | 2     | ▲2    | 0,6 %    |
| Kerala Congress                          | KEC                                   | 491.674     | 0,26 %   | ▼0,11 %  | 2     | ▼1    | 0,4 %    |
| Maharashtrawadi Gomantak Party           | MGP                                   | 118.748     | 0,06 %   | ▲0,02 %  | 1     | ▲1    | 0,2 %    |
| Muslimliga                               | MUL                                   | 565.007     | 0,30 %   | ▼0,02 %  | 2     | ▬     | 0,4 %    |
| United Democratic Front                  | UDF                                   | 124.627     | 0,07 %   | (neu)    | 1     | (neu) | 0,2 %    |
| All India Jharkhand Party                | JKP                                   | 126.288     | 0,07 %   | ▼0,12 %  | 1     | ▬     | 0,2 %    |
| Unabhängige                              | Unabh.                                | 10.393.617  | 5,50 %   | ▼2,88 %  | 9     | ▼5    | 0,2 %    |
| Alle anderen Parteien                    |                                       | 2.003.829   | 1,67 %   | ▼16,74 % | 0     | ▼53   | 0 %      |
| Gültige Stimmen                          | Gültige Stimmen                       | 188.917.504 | 100,00 % | ▬        | 542   | ▲24   | 100,00 % |
| Registrierte Wähler / Wahlbeteiligung    | Registrierte Wähler / Wahlbeteiligung | 321.174.327 | 60,49 %  |          |       |       |          |
| Quelle: Election Commission of India     |                                       |             |          |          |       |       |          |

1. 1 2  Bei den Sitz-Gewinnen und -Verlusten ist zu berücksichtigen, dass 1971 518 Abgeordnete gewählt wurden, 1977 dagegen aufgrund der Wahlkreisreform 542
2. 1 2  Bharatiya Lok Dal (BLD) wurde 1974 durch Zusammenschluss von sieben Parteien gegründet. 1971 hatten diese sieben Parteien zusammen 9,48 % der Stimmen und 12 Mandate erhalten. Verglichen zu dieser Zahl hatte BLD 31,84 % an Stimmen und 283 Mandate (+ 52,2 %) hinzugewonnen.

### Ergebnisse nach Bundesstaaten und Unionsterritorien
Die folgende Tabelle listet die gewonnenen Wahlkreise je nach Bundesstaat/Unionsterritorium auf.
| Bundesstaat             | Sitze | Janata Alliance | Kongress- partei | Kommunist./ linkssoz. Parteien | Andere                   |
| ----------------------- | ----- | --------------- | ---------------- | ------------------------------ | ------------------------ |
| Andamanen und Nikobaren | 1     |                 | INC 1            |                                |                          |
| Andhra Pradesh          | 42    | BLD 1           | INC 41           |                                |                          |
| Arunachal Pradesh       | 2     | BLD 1           | INC 1            |                                |                          |
| Assam                   | 14    | BLD 3           | INC 10           |                                | Unab. 1                  |
| Bihar                   | 54    | BLD 52          |                  |                                | Unab. 1 JKP 1            |
| Chandigarh              | 1     | BLD 1           |                  |                                |                          |
| Dadra und Nagar Haveli  | 1     |                 | INC 1            |                                |                          |
| Delhi                   | 7     | BLD 7           |                  |                                |                          |
| Goa, Daman und Diu      | 2     |                 | INC 1            |                                | MGP 1                    |
| Gujarat                 | 26    | BLD 16          | INC 10           |                                |                          |
| Haryana                 | 10    | BLD 10          |                  |                                |                          |
| Himachal Pradesh        | 4     | BLD 4           |                  |                                |                          |
| Jammu und Kashmir       | 6     |                 | INC 3            |                                | JKNC 2 Andere 1          |
| Karnataka               | 28    | BLD 2           | INC 26           |                                |                          |
| Kerala                  | 20    |                 | INC 11           | CPI 4 RSP 1                    | KEC 2 MUL 2              |
| Lakshadweep             | 1     |                 | INC 1            |                                |                          |
| Madhya Pradesh          | 40    | BLD 37          | INC 1            |                                | RPK 1 Andere 1           |
| Maharashtra             | 48    | BLD 19          | INC 20           | CPM 3                          | PWP 5 RPK 1              |
| Manipur                 | 2     |                 | INC 2            |                                |                          |
| Meghalaya               | 2     |                 | INC 1            |                                | Unab. 1                  |
| Mizoram                 | 1     |                 |                  |                                | Unab. 1                  |
| Nagaland                | 1     |                 |                  |                                | UDF 1                    |
| Orissa                  | 21    | BLD 15          | INC 4            | CPM 1                          | Andere 1                 |
| Punjab                  | 13    | BLD 3           |                  | CPM 1                          | SAD 9                    |
| Pondicherry             | 1     |                 |                  |                                | AIADMK 1                 |
| Rajasthan               | 25    | BLD 24          | INC 1            |                                |                          |
| Sikkim                  | 1     |                 | INC 1            |                                |                          |
| Tamil Nadu              | 39    |                 | INC 14           | CPI 3                          | AIADMK 17 DMK 2 INC(O) 3 |
| Tripura                 | 2     | BLD 1           | INC 1            |                                |                          |
| Uttar Pradesh           | 85    | BLD 85          |                  |                                |                          |
| Westbengalen            | 42    | BLD 15          | INC 3            | CPM 17 AIFB 3 RSP 3            | Unab. 1                  |

## Nach der Wahl

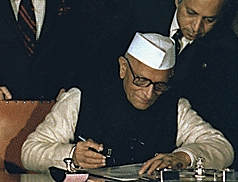
Morarji Desai als Premierminister (1978)

Der überraschende Wahlsieg der Janata Alliance wurde weltweit überwiegend mit Erleichterung aufgenommen. Mit Besorgnis hatte man in den Ländern der westlichen Welt die Entwicklung Indiens zur Zeit des Ausnahmezustandes beobachtet. Indien hatte lange Zeit als mehr oder weniger erfolgreiches Modell der Entwicklung eines Dritte-Welt-Landes im Rahmen einer parlamentarischen Demokratie gegolten. Die Zeit des Ausnahmezustandes mit der „Diktatur“ Indira Gandhis war mit entsprechender Besorgnis gesehen worden. Umso größer war die Genugtuung, als die indischen Wähler, die in der Mehrheit Analphabeten waren und denen westliche Beobachter kaum ein differenziertes politisches Urteilsvermögen zutrauten, Indira Gandhi eine klare Absage erteilten und damit scheinbar ihre demokratische Reife bewiesen. Auch von Seiten der Volksrepublik China wurde das Wahlergebnis begrüßt und die Hoffnung geäußert, dass sich die „pro-sowjetische“ Haltung Indiens dadurch ändern werde. Von Seiten der Sowjetunion versuchte man sich in Schadensbegrenzung und betonte, dass die guten indisch-sowjetischen Beziehungen nicht durch das Wahlergebnis beeinträchtigt würden. Am 21. März 1977, einen Tag, nach dem Ende der Wahl und nachdem klar geworden war, dass die Kongresspartei die Wahlen verloren hatte, wurde der Ausnahmezustand aufgehoben. Am 24. März 1977 wurde Morarji Desai vom Congress (O), zum Premierminister und zum Parteiführer der Janata Alliance, die sich am 1. Mai 1977 offiziell unter dem Namen Janata Party zusammenschloss, gewählt. Kurz danach stellte er sein Kabinett der Öffentlichkeit vor.